# Secretaria d'Estat d'Hisenda
La Secretaria d'Estat d'Hisenda és una secretaria d'estat d'Espanya depenent del Ministeri d'Hisenda. S'encarrega de les actuacions relatives a l'orientació de la política fiscal, el disseny i aplicació del sistema tributari, la previsió i anàlisi dels ingressos tributaris i altres ingressos públics, la direcció i execució de la gestió cadastral, així com la regulació, autorització, supervisió, coordinació, control i, si escau, sanció, de les activitats de joc d'àmbit estatal.

## Funcions
La Secretària d'Estat d'Hisenda es regula actualment pel Reial decret 769/2016, i li encomana la gestió, adreça i impuls de les atribucions ministerials relatives a:
- El sistema de finançament de les comunitats autònomes i ciutats amb Estatut d'Autonomia, així com la valoració dels costos efectius dels serveis que es traspassen, l'endeutament de les comunitats autònomes i l'aplicació de la normativa d'estabilitat pressupostària en el seu àmbit.
- El sistema financer de les entitats que integren l'Administració local, l'endeutament de les entitats locals i l'aplicació de la normativa d'estabilitat pressupostària en el seu àmbit.
- La col·laboració entre les Administracions de l'Estat, autonòmica i local i l'actuació dels òrgans establerts a aquest efecte, especialment en el Consell de Política Fiscal i Financera, i en la Comissió Nacional d'Administració Local.
- Les funcions d'informes i autoritzacions legalment atribuïdes en la normativa de règim local a l'òrgan competent de l'Administració General de l'Estat en matèria d'Hisendes Locals en llocs de treball reservats a funcionaris d'Administració Local amb Habilitació de caràcter Nacional.

## Estructura
La Secretaria està integrada pels següents òrgans directius:
- La Secretaria General de Finançament Autonòmic i Local.
- La Direcció general de Tributs.
- La Direcció general del Cadastre.
- El Tribunal Econòmic-Administratiu Central.
- La Direcció general d'Ordenació del Joc.

S'adscriuen al Ministeri a través de la Secretaria:
- L'Agència Estatal de l'Administració Tributària;
- L'Institut d'Estudis Fiscals.

Com a òrgan assessor de la Secretaria està el Consell per a la Defensa del Contribuent.

## Titulars
- José Víctor Sevilla Segura (1982-1984)
- Josep Borrell (1984-1991)
- Antonio Zabalza Martí (1991-1993)
- Enrique Martínez Robles (1993-1996)
- Juan Costa (24 de maig de 1996 - 5 de maig de 2000)
- Enrique Giménez Reyna (5 de maig de 2000 - 27 de juliol de 2001)
- Estanislao Rodríguez-Ponga (27 de juliol de 2001 - 19 d'abril de 2004)..
- Miguel Ángel Fernández Ordóñez (17 de desembre de 2004- 8 de març de 2006)
- Carlos Ocaña y Pérez de Tudela (10 de març de 2006 - 10 de juny de 2011)
- Juan Manuel López Carbajo (10 de juny de 2011 - 23 de desembre de 2011)
- Miguel Ferre Navarrete (30 de desembre de 2011 - 11 de novembre de 2016)[2][3][4]
- José Enrique Fernández de Moya (11 de novembre de 2016 - 9 de juny de 2018)[5][6]
- Inés Bardón Rafael (9 de juny de 2018 -)[7]